# 小行星6399
小行星6399（6399 Harada）是一颗围绕太阳公转的小行星。1991年4月3日，關勉在藝西天文台发现了此天体。
該小行星以日本業餘天文學家原田庄司命名。
这颗小行星的绝对星等为191.53893等。